# 彭清源
彭清源（1920年—2003年6月3日），男，河南南召人，中华人民共和国经济学家、政治人物，中国国民党革命委员会中央委员会原副主席。

## 生平
彭清源于1939年考入河南大学化学系。次年他放弃河南大学学业，重新考入武汉大学经济系，并于1944年毕业。后又进入国立政治大学深造，1947年获经济学硕士学位。1948年前往美国留学，先后就读于科罗拉多州立大学与纽约大学，主要研究凯恩斯理论与货币银行学，获硕士学位。
中华人民共和国成立后，彭清源于1950年回国，赴东北财政专门学校任副教授。此后曾历任东北财政专门学校系主任、教务处副主任，东北财经学院财政信贷系副主任、副教授，辽宁大学经济系副主任、教授等职。1980年，彭清源当选沈阳市副市长。1984年，他调往北京工作。之后，他先后担任第六至八届全国人大常委，第六、七届全国人大常委会副秘书长，第六届全国政协委员，第九届全国政协常委等职。此外，他于1956年加入中国国民党革命委员会，曾任第六、七届中央副主席，第八届中央常务副主席，第九、十届中央名誉副主席。
2003年6月3日，他在北京逝世。